# Văn hóa Afghanistan

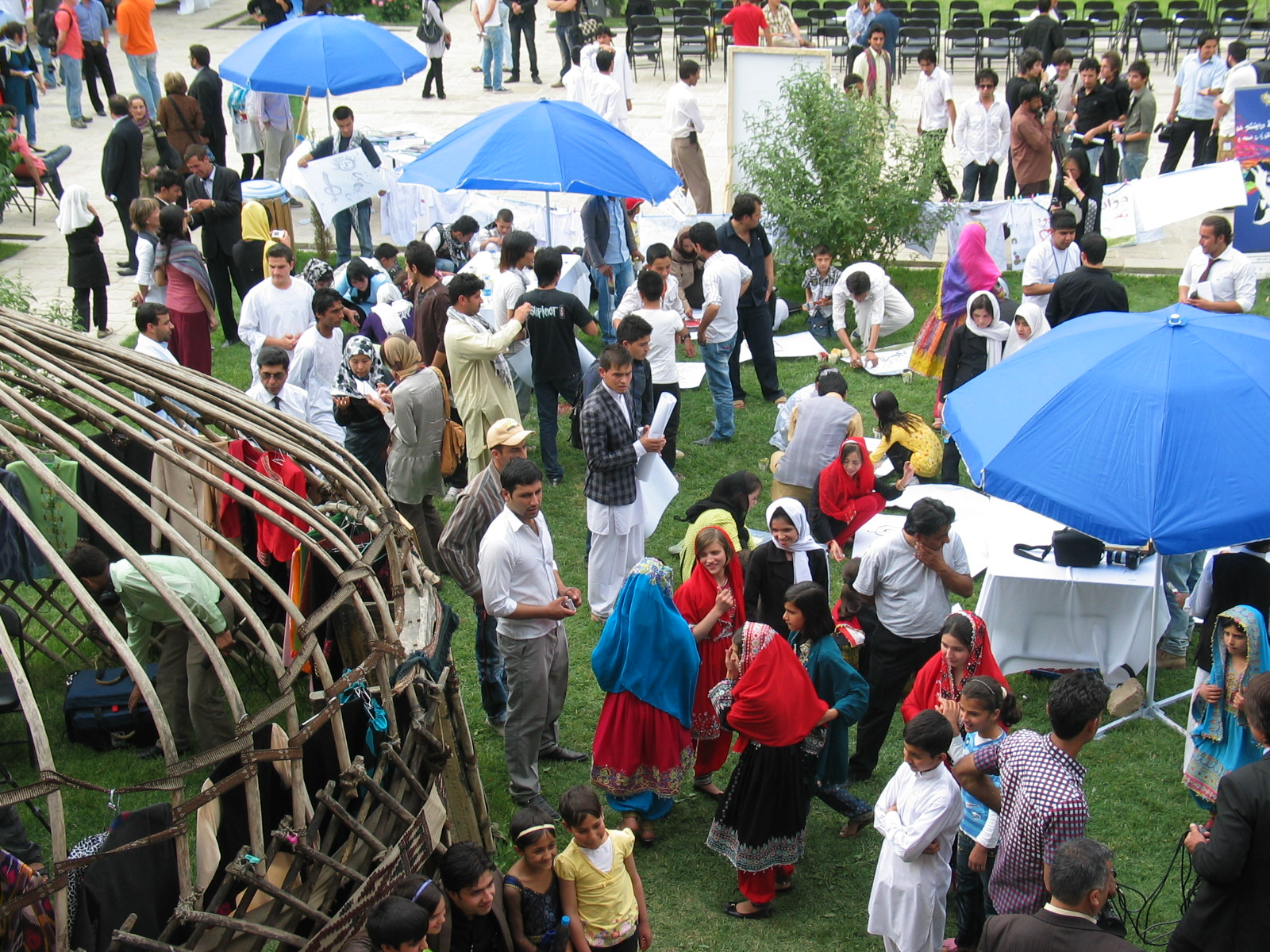
Lễ hội tại Vườn Babur ở Kabul, Afghanistan.

Văn hóa Afghanistan đã tồn tại qua hơn hai thiên niên kỷ, với những ghi chép đầu tiên sớm nhất là vào thời đại đế quốc Achaemenid năm 500 trước Công nguyên. Afghanistan dịch nghĩa là "nơi ở của người Afghan" hoặc "mảnh đất của người Afghan" theo hai quốc ngữ của Afghanistan là tiếng Pashto và tiếng Dari (Ba Tư). Ở đây, chủ yếu là dân du mục hoặc quần tụ thành bộ lạc, mà mỗi vùng khác nhau lại có những truyền thống khác nhau, tạo nên tính đa văn hóa của dân tộc. Ở miền Nam và miền Đông, cũng như là miền Tây của Pakistan (vùng đất cũ của Afghanistan, người Pashtun sống theo văn hóa Pashtun, một cách sống cổ xưa gọi là Pashtunwali mà vẫn còn được giữ lại cho đến ngày nay. Vùng miền Bắc và Trung Afghanistan lại đậm bản sắc văn hóa Ba Tư. Miền Tây là sự pha trộn giữa văn hóa Pashtun và Tajik. Một số người không phải là dân Pashtun nhưng sống trong những vùng lân cận với cộng đồng Pashtun cũng sống theo phong cách "Pashtunwali" theo trào lưu Pashtun hóa (hoặc Afghan hóa), trong khi một số người Pashtun và các nhóm người khác lại theo văn hóa Ba Tư.